# Espérite
L'espérite ou esperite est un silicate de zinc, de plomb et de calcium complexe rare, de formule PbCa3Zn4(SiO4), (ou PbCa2(ZnSiO4)3) apparenté à la béryllonite dont elle est isostructurelle et à la trimérite. Autrefois appelé larsénite de calcium pour sa relation supposée avec la larsénite, elle a été renommée en 1965 en l'honneur d'Esper Signius Larsen Jr. (1879-1961), pétrologue et professeur de géologie à l'Université Harvard de Cambridge. L'espérite est une gemme et fait l'objet de commerce et sert en joaillerie notamment pour fluorescence.
L'espérite a un aspect blanc et gras à la lumière du jour et est très appréciée pour sa brillante fluorescence jaune-verte sous la lumière ultraviolette à ondes courtes. Elle cristallise dans un système monoclinique et son groupe d'espace a récemment été réévalué de P21/b en P21/n en même temps que sa formule chimique.
La base de données Mindat.org recense 4 gisements aux alentours de la ville de Franklin dans le New Jersey et un en Bolivie. Découverte en 1928, on la trouve dans sa localité type (la mine Franklin du New Jersey, aux États-Unis) en association avec la calcite, la franklinite, la willémite, la hardystonite, la zincite et la clinohédrite dans un gisement stratiforme métamorphisé de zinc-fer-manganèse. On l'a également trouvée sous forme de cristaux prismatiques allant jusqu'à 1 mm de longueur à la mine El Dragon à Potosí, en Bolivie en association avec de l'allophane, de la chalcoménite, de la clinochalcoménite et de la barytine. 